# Göming
Göming é um município da Áustria, situado no distrito de Salzburg-Umgebung, no estado de Salzburgo. Tem 8,78 km² de área e sua população em 2019 foi estimada em 768 habitantes.